# 고안 (1278년)
고안(弘安, こうあん)은 일본의 연호(元号) 중 하나이다.
- 전후 : 겐지(建治) 이후 - 쇼오(正応) 이전.
- 시기 : 1278년 ~ 1287년
- 천황 : 고우다 천황, 후시미 천황
- 쇼군 : 가마쿠라 막부의 고레야스 친왕
- 싯켄 : 호조 도키무네, 사다토키

## 개원(改元)
- 겐지 4년 2월 29일(율리우스력 1278년 3월 23일), 개원.
- 고안 11년 4월 28일(율리우스력 1288년 5월 29일), 쇼오로 개원된다.

## 출전
『태종실록』의 「弘安民之道」.

## 고안 시기에 일어난 일
- 원년
  - 6월 : 무가쿠 소겐이 내일(来日)하다.
- 4년
  - 5월 : 원나라·고려의 연합군이 쓰시마, 이키(壱岐)에 내습해와 고안 전쟁이 벌어지다. (몽골의 2차 침공)
- 7년
  - 7월 : 호조 사다토키가 싯켄에 취임하다.
- 8년
  - 11월 : 다이라노 요리쓰나가 아다치 야스모리를 멸하고 시모쓰키 소동을 일으키다.
- 10년
  - 후시미 천황이 즉위하다.

### 죽음
- 원년
  - 1월 : 란케이 도류 (도래승)
- 3년
  - 10월 : 엔니
- 5년
  - 10월 : 니치렌
- 7년
  - 4월 : 호조 도키무네 (가마쿠라 막부의 싯켄. 향년 34세)
- 8년
  - 11월 : 아다치 야스모리
- 9년
  - 9월 : 무가쿠 소겐
- 10년
  - 6월 : 호조 나리토키

## 서력과의 대조표
| 고안 | 원년   | 2년    | 3년    | 4년    | 5년    | 6년    | 7년    | 8년    | 9년    | 10년   | 11년   |
| ---- | ------ | ------ | ------ | ------ | ------ | ------ | ------ | ------ | ------ | ------ | ------ |
| 서력 | 1278년 | 1279년 | 1280년 | 1281년 | 1282년 | 1283년 | 1284년 | 1285년 | 1286년 | 1287년 | 1288년 |
| 간지 | 무인   | 기묘   | 경진   | 신사   | 임오   | 계미   | 갑신   | 을유   | 병술   | 정해   | 무자   |

## 같이 보기
- 일본의 연호 일람

| 이전 겐지 | 일본의 연호 1278년 ~ 1288년 | 다음 쇼오 |